# Надыктов, Юрий Анатольевич
Ю́рий Анато́льевич Нады́ктов (8 сентября 1969, Омск — 14 ноября 2019, Москва, также был известен под сценическим псевдонимом Ю́рий Алма́зов) — российский музыкальный продюсер, композитор, певец жанра русский шансон, основатель и лидер группы «БумеR». Также известен продюсированием популярной женской группы «Воровайки», исполняющей блатные мотивы. Также в разные годы писал песни таким артистам, как Виктор Королëв, Алëна Андерс, Яна Павлова и другим, в то же время занимаясь их продюсированием. 

## Биография
Родился 8 сентября 1969 года в городе Омске. Отец — Анатолий Иванович Надыктов (умер в 2009 году) — барабанщик, мать — Александра Васильевна — воспитательница в детском саду.
После окончания средней школы поступил в Омское музыкальное училище, специализировался на ударных инструментах.
В 1993 году начал карьеру на эстраде, первые выступления проходили в ресторанах Омска в качестве барабанщика и бэк-вокалиста.
В 1995 году переехал с семьёй в Москву. Помимо своих проектов также работал наёмным звукорежиссёром, в частности в театре «Ромэн».
В 1999 году создал женскую группу «Воровайки», а в 2005 году создал и выступал в группе «БумеR». В 2005—2006 и в 2009 годах был участником и лидером группы «4 Масти».
Юрий ушёл из жизни 14 ноября 2019 года в возрасте 50 лет из-за сердечного приступа. Прощание с певцом прошло 17 ноября в Троицком соборе. Похоронен на Щербинском кладбище.

## Личная жизнь
Был женат на певице Ларисе Надыктовой.  В 1988 году у пары родился сын Никита Юрьевич Надыктов.

## Дискография

### Сольные студийные альбомы
- 1995 — «Серебристая даль»
- 1998 — «Четыре ходочки»
- 1999 — «Прощание с тайгой»
- 2004 — «Четвëртый альбом»
- 2005 — «Седая Сибирь»

### Сборники лучших песен (сольно)
- 1999 — «Легенды Русского шансона»
- 2000 — «Новые и лучшие песни»
- 2003 — «Избранное»
- 2007 — «Новое и лучшее»

### Концертные альбомы
- 2000 — «Воркутинский снег (Живая серия)»

### Альбомы в составе группы «БумеR»
- 2005 — «Письма»
- 2006 — «Альбом второй»
- 2006 — «Третий альбом»
- 2007 — «Четвёртый альбом»
- 2009 — «Когда уходят друзья…»
- 2010 — «Шестой альбом»
- 2010 — «Вино & Кокаин»
- 2013 — «Соседка»
- 2015 — «Именем Республики»
- 2019 — «X»

### Альбомы в составе группы «4 Масти»
- 2005 — «Первый альбом»
- 2009 — «Второй альбом»